# クロティルダ (西ゴート王妃)
クロティルダまたはクロティルド（Clotilda, Clotildeまたはラテン語でChrodechildis, 500年頃? - 531年）は、フランク王国の王女で、西ゴート王アマラリックの王妃。

## 生涯
フランク王クローヴィス1世と王妃クロティルダとの間の娘。526年に西ゴート王アマラリックに娶られるも、クロティルダはカトリックを、アマラリックと西ゴート族はアリウス派を信仰していた。このためアリウス派への改宗を拒み、信仰のためなら処刑されてもかまわないと身内にこぼしていたという。
これが引きがねとなり、531年に兄キルデベルト1世と夫アマラリックの間で戦争となる。アマラリックが敗北し、クロティルダはフランク軍とともに帰国することになったが、道中で急死し、パリに埋葬された。没年齢は30歳前後。